# Canton de Laval-Est
Le canton de Laval-Est est une ancienne division administrative française située dans le département de la Mayenne et la région Pays de la Loire.

## Représentation
Le canton a été créé en 1982 à partir de l'ancien canton de Laval-Sud-Est, lui-même créé en 1973 en divisant en deux l'ancien canton de Laval-Est.

### Conseillers généraux du canton de Laval Est (de 1982 à 2015)
| Période | Période | Identité         | Étiquette               | Qualité                                                                                            |
| ------- | ------- | ---------------- | ----------------------- | -------------------------------------------------------------------------------------------------- |
| 1982    | 1994    | René Roueil      | RPR                     | Directeur de maison familiale rurale, Laval                                                        |
| 1994    | 2015    | Alain Guinoiseau | RPR, puis RPF, puis DLR | Chirurgien-dentiste, adjoint au maire de Laval (1995-2008), conseil municipal de Laval depuis 2014 |

Le canton participe à l'élection du député de la première circonscription de la Mayenne.

### Conseillers généraux de l'ancien canton de Laval-Est (de 1833 à 1973)
| Période         | Période          | Identité                    | Étiquette   | Qualité |
| --------------- | ---------------- | --------------------------- | ----------- | --- |
| 1833            | 1848             | Antoine Guédon              |             | Avocat, adjoint au maire de Laval, président du conseil général |
| 1848            | 1852             | Michel Georges de La Broise | Légitimiste | Propriétaire à Laval, ancien garde du corps pendant la Restauration, représentant à l'Assemblée législative (1849)                                                          |
| 1852            | 1871             | Ambroise Blanchet           |             | Magistrat, propriétaire, maire de Laval (1857-1860) |
| 1871            | 1883             | Étienne Duboys-Fresney      | Républicain | Commandant en second de l'École polytechnique en 1864, général du génie en 1867, député (1842-1846), représentant à l'Assemblée nationale (1871-1876), sénateur (1876-1888) |
| 1883            | 1919             | Félix-Victor Boissel        | Républicain | Industriel teinturier, maire de Laval (1892-1919), député (1910-1914), sénateur (1897-1906)                                                                                 |
| 1919            | 1933 (décès)     | Eugène-Ferdinand Jamin      | URD         | Imprimeur à Laval, maire de Laval (1919-1933), sénateur (1924-1933) |
| 1933            | 1940             | Adolphe Beck                | RG          | Industriel, maire de Laval (1933-1944), membre de la Commission administrative départementale en 1941, nommé conseiller départemental en 1943                               |
|                 |                  |                             |             | |
| 1945            | 1959 (démission) | Pierre Elain                | MRP         | Contremaître d'usine, premier adjoint au maire de Laval, député (1948-1955)                                                                                                 |
| 8 novembre 1959 | 1967             | André Davoust               | CD          | Chargé de mission au Comité national de la productivité, député (1959-1967), sénateur de la Communauté, adjoint au maire de Laval                                           |
| 1967            | 1973             | Pierre Buron                | UDR         | Professeur de philosophie, Laval, député (1967-1978) |

### Conseillers généraux de l'ancien canton de Laval-Sud-Est (de 1973 à 1982)
| Période | Période | Identité                         | Étiquette | Qualité                                                           |
| ------- | ------- | -------------------------------- | --------- | ----------------------------------------------------------------- |
| 1973    | 1979    | Roger-François Buard (1934-2009) | PS        | Conseiller municipal de Laval                                     |
| 1979    | 1982    | Michel Favard (1917-1984)        | DVD       | Médecin à Laval Élu en 1982 dans le canton de Laval-Saint-Nicolas |

### Conseillers d'arrondissement de Laval-est (de 1833 à 1940)
| Période                                  | Période      | Identité                                        | Étiquette       | Qualité |
| ---------------------------------------- | ------------ | ----------------------------------------------- | --------------- | --- |
| 1833                                     | 1852         | Antoine Lefizelier (1796-1866)                  |                 | Marchand, avocat, avoué, adjoint au maire de Laval                                                          |
| 1852                                     | 1866 (décès) | Frédéric Le Segrétain du Patis (1783-1866)      |                 | Banquier, conseiller municipal de Laval, chevalier de l'ordre royal d'Isabelle la Catholique                |
| 1866                                     | 1877         | Frédéric Le Segrétain du Patis fils (1820-1891) |                 | Propriétaire à Laval                                                                                        |
| 1877                                     | 1883         | Victor Boissel                                  | Républicain     | Propriétaire et industriel, conseiller municipal de Laval                                                   |
| 1883                                     | 1889         | Eugène Hureau                                   |                 | Fabricant, premier adjoint au maire de Laval                                                                |
| 1889                                     | 1898         | Félix Le Roux                                   | Républicain     | Trésorier de la Caisse d'épargne, conseiller municipal de Laval                                             |
| Nov.1898                                 | 1917 (décès) | Allyre Anatole Môlé (1841-1917)                 | Républicain     | Négociant, ingénieur des Arts et Métiers, adjoint au maire de Laval                                         |
| 1917                                     | 1919         | siège vacant                                    |                 | |
| 1919                                     | 1934         | Amédée Trochon (1890-1960)                      | Républicain     | Négociant, conseiller municipal de Laval                                                                    |
| 1934                                     | 1940         | Joseph Chevallier                               | Union nationale | Avoué à Laval, suppléant du juge de paix                                                                    |
| 1940                                     |              |                                                 |                 | Les conseils d'arrondissement ont été suspendus par la loi du 12 octobre 1940 et n'ont jamais été réactivés |
| Les données manquantes sont à compléter. |              |                                                 |                 | |

Source : Répertoire numérique des annuaires administratifs de la Mayenne. https://archives.lamayenne.fr/archives-en-ligne/ead.html?id=FRAD053_2NUM242&c=FRAD053_2NUM242_e0000017&qid=

## Composition

### Ancien canton de Laval-Est (1801 à 1973)
Communes de Laval (en partie), Astillé, Courbeveille, Entrammes, L'Huisserie, Montigné-le-Brillant et Nuillé-sur-Vicoin.

### Canton de Laval-Est (1982 à 2015)

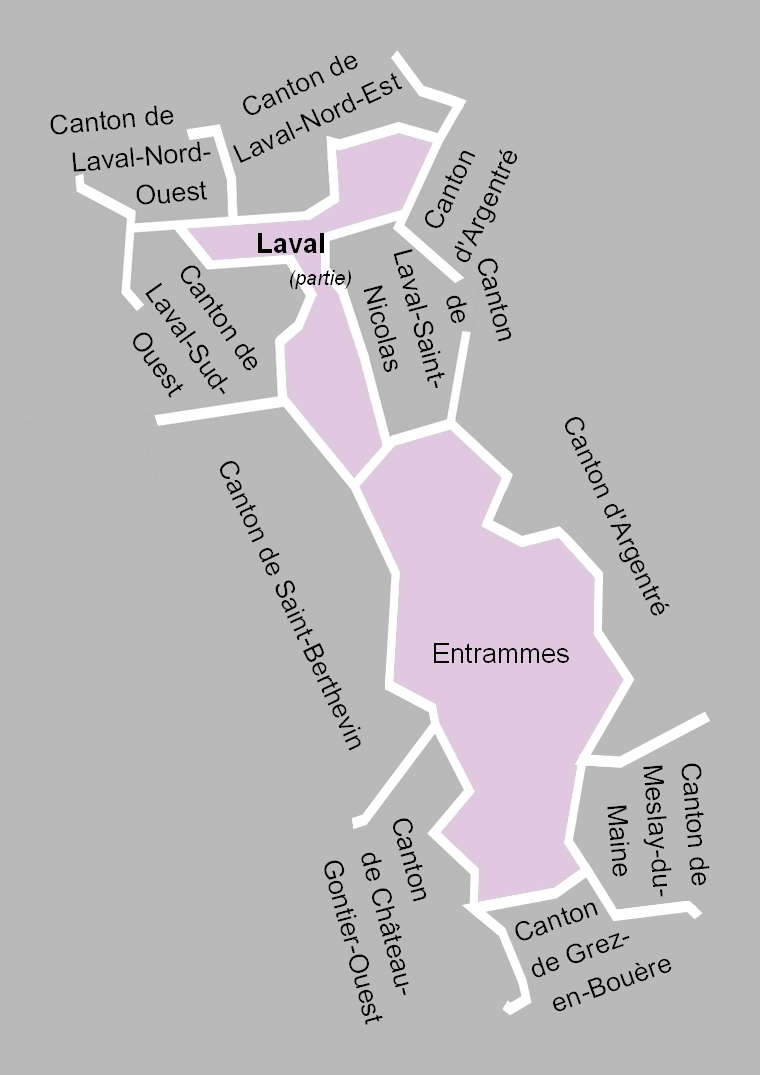
La carte des communes du canton. Les cantons limitrophes étaient ceux de Laval-Nord-Ouest, de Laval-Nord-Est, d'Argentré, de Laval-Saint-Nicolas, de Meslay-du-Maine, de Grez-en-Bouère, de Château-Gontier-Ouest, de Saint-Berthevin et de Laval-Sud-Ouest.

Le canton de Laval-Est comptait 12 172 habitants en 2012 (population municipale) et se composait de deux communes ou fractions de communes :
- Entrammes ;
- Laval (fraction).

La portion de Laval incluse dans ce canton était délimitée par « l'axe de la rivière la Mayenne jusqu'à la hauteur de la rue d'Hydouze et l'axe des voies ci-après : rue d'Hydouze, rue d'Avesnières, rue de la Halle-aux-Toiles, place du Gast, rue Vaufleury, rue de Nantes, rue de Clermont, rue du Lavoir-Saint-Martin, rue de Bretagne, rue du Général-de-Gaulle, place du 11-novembre, pont Aristide-Briand, rue de la Paix, place Jean-Moulin, rue de Paris, avenue de Mayenne, par la limite territoriale des communes de Changé et de Bonchamps-lès-Lavalet par l'axe des voies ci-après : avenue de Chanzy, boulevard de Montmorancy-Laval, boulevard Francis-Le Basser, avenue d'Angers, route nationale no 162 jusqu'à la limite de la commune d'Entrammes ».
À la suite du redécoupage des cantons pour 2015, la commune d'Entrammes est rattachée au canton de L'Huisserie. le nord-est de la partie de Laval de ce canton (rive gauche de la Mayenne et nord de l'avenue de Chanzy) à celui de Laval-3 et les parties sud et ouest (rive droite de la Mayenne et sud de la rue de la Cale et de la rue Victor-Boissel) à celui de Laval-1.

### Ancienne commune
L'ancienne commune de Notre-Dame-d'Avenières, absorbée en 1863 par Laval, était la seule incluse (en partie) dans le canton de Laval-Est,,.

## Démographie
| 1962 | 1968 | 1975 | 1982 | 1990   | 1999   | 2006   | 2011   | 2012   |
| ---- | ---- | ---- | ---- | ------ | ------ | ------ | ------ | ------ |
| -    | -    | -    | -    | 11 488 | 11 732 | 12 214 | 12 280 | 12 172 |